# Hôtel de Cours de Thomazeau
Pour les articles homonymes, voir Maison du Roy.
L’hôtel de Cours de Thomazeau est un hôtel particulier situé à Castillonnès, dans le département de Lot-et-Garonne, en France.

## Localisation
L'hôtel de Cours de Thomazeau est situé 8 rue du Petit-Paris à Castillonnès.

## Historique
La famille de Cours de Thomazeau s'est enrichie dans le commerce avec les Antilles. Les revenus de ce commerce leur a permis d'acheter des terres.
Franççois de Cours de Thomazeau a fait construire ce bel hôtel particulier vers 1770-1775. Il a été construit sur les ruines d'un château médiéval dont il reste les salles souterraines. Les plans seraient dus à l'architecte Victor Louis.
Pendant des travaux d'aménagement de salles d'un bâtiment faisant face à l'hôtel particulier, et servant autrefois de remise, les propriétaires ont découvert en décembre 2014 une petite bourse en soie cachée dans un mur. Elle contenait quarante-cinq pièces d'or, en partie espagnoles, qui dateraient de l'époque de Philippe II d'Espagne et d'Henri IV,.
L'édifice a été partiellement inscrit au titre des monuments historiques le 23 août 1996. Seules deux pièces à l'intérieur sont protégées par l'inscription et ne peuvent donc être modifiées. La façade en pierres assez érodées par le temps, est en attente de restauration. Une partie des salles souterraines comprenant un bassin alimenté par une source souterraine permanente a été aménagée.